# Hårig krukmakargeting
Hårig krukmakargeting (Eumenes coronatus) är en stekelart som först beskrevs av Georg Wolfgang Franz Panzer 1799. Enligt Catalogue of Life ingår hårig krukmakargeting i släktet krukmakargetingar och familjen Eumenidae, men enligt Dyntaxa är tillhörigheten istället släktet krukmakargetingar och familjen getingar. Arten är reproducerande i Sverige.

## Underarter
Arten delas in i följande underarter:
- E. c. corruetus
- E. c. detonsus
- E. c. ibericus

## Bildgalleri

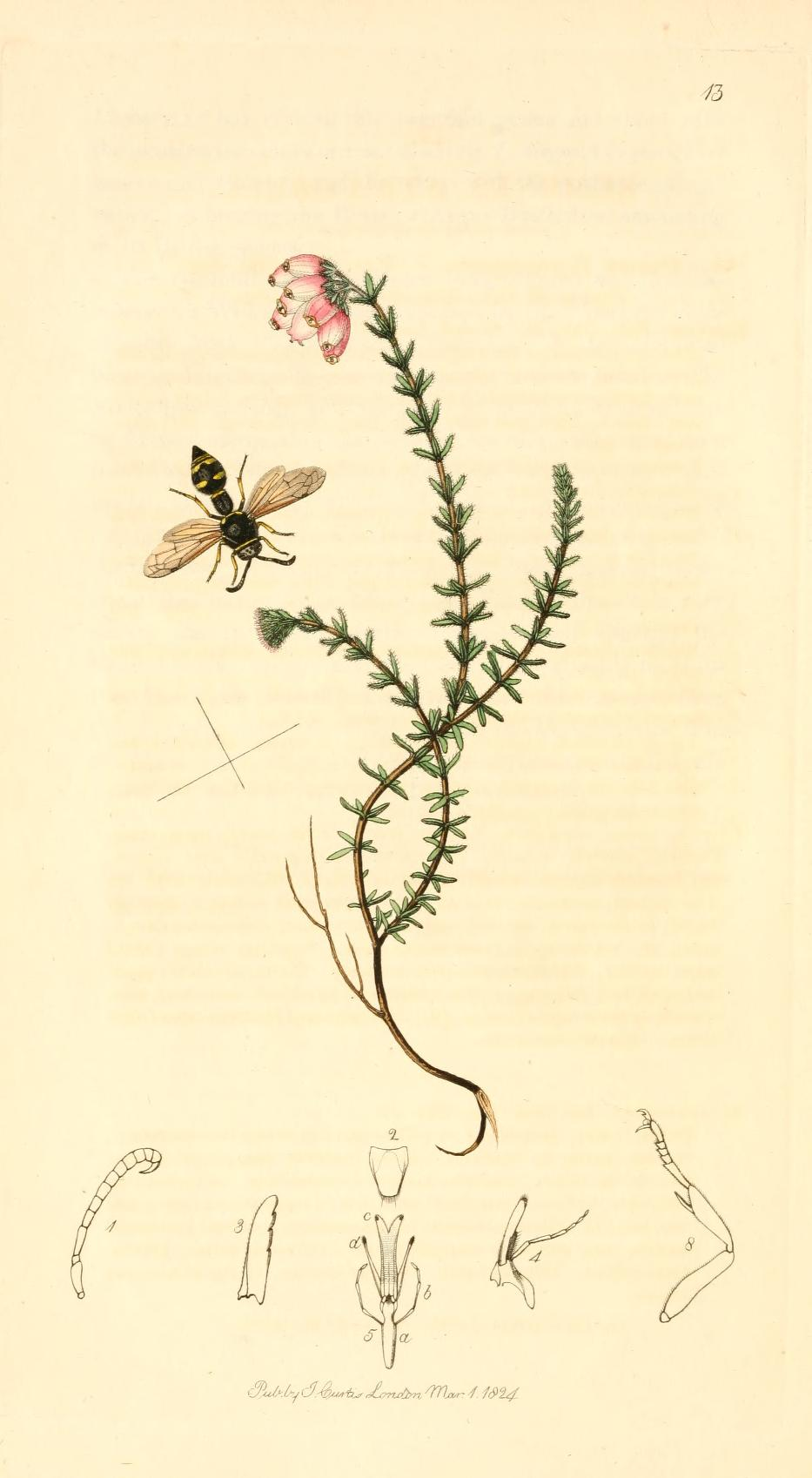
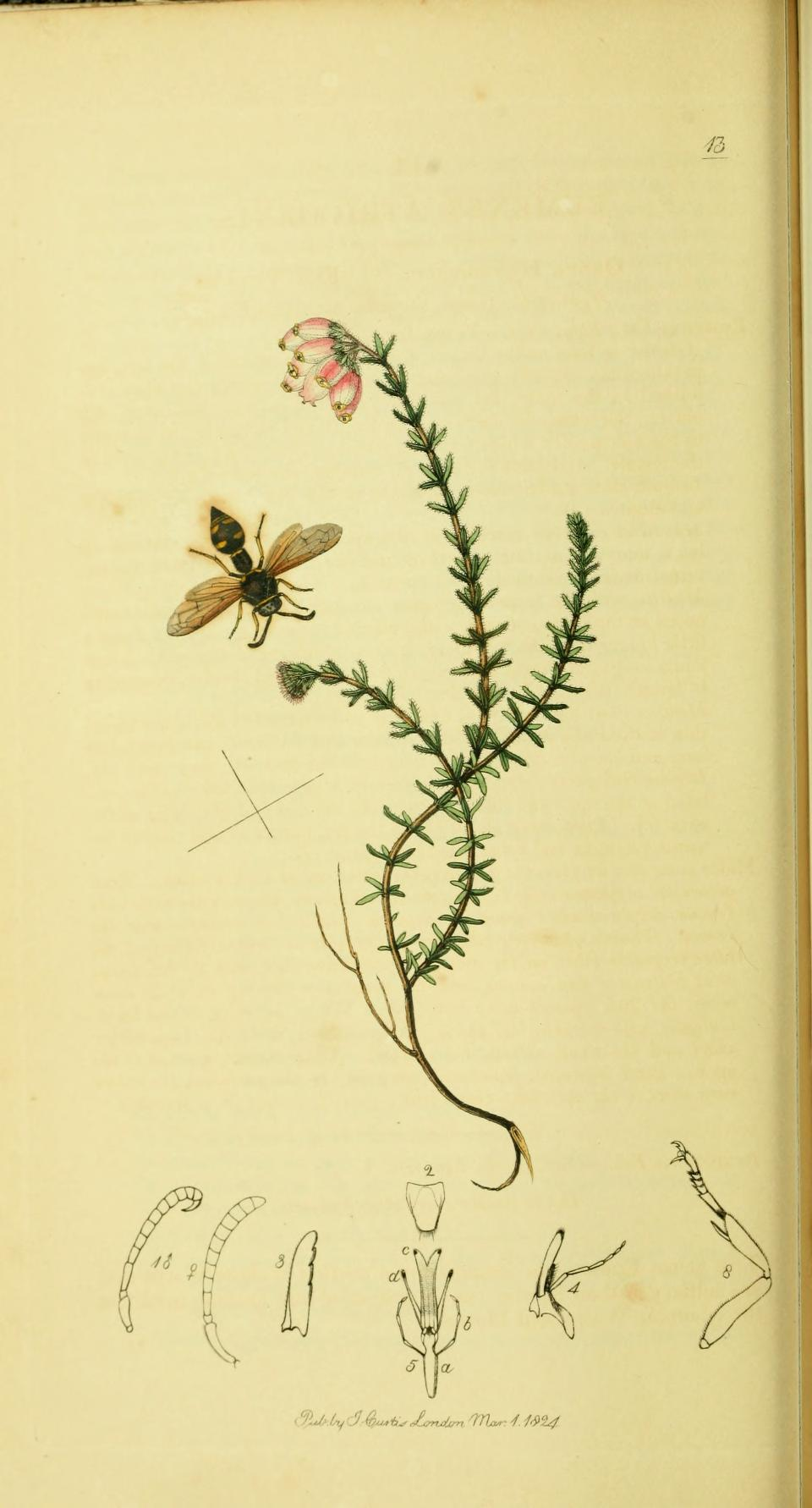